# Praça dos Restauradores
La Praça dos Restauradores (nom portuguès, literalment plaça dels Restauradors) és una plaça de la ciutat de Lisboa. Commemora l'alliberament de Portugal del domini espanyol el 1640.
Enmig de la plaça s'aixeca un monument en commemoració d'aquest fet històric. Les figures de bronze del pedestal representen la Victòria, amb una palma i una corona, i la Llibertat. Els noms i les dates dels costats són els de les batalles de la Guerra de la Restauració.
El projecte del monument pertany a António Tomás da Fonseca i les estàtues al·legòriques (la Independència i la Victòria) són de Simões de Almeida i Alberto Nunes.